# Ayrton Lucas
Ayrton Lucas Dantas de Medeiros (Carnaúba dos Dantas, 19 de junho de 1997) é um futebolista brasileiro que atua como lateral-esquerdo. Atualmente, joga pelo Flamengo.

## Carreira

### ABC
Nascido em Carnaúba dos Dantas no Seridó Oriental do Rio Grande do Norte, Ayrton começou nas escolinhas de Carnaúba até fazer parte de um peneirão em Caicó, e chamar atenção do ABC sendo chamado para as categorias de base do alvinegro. Em 2014 foi promovido ao time profissional do Mais Querido, porém acabou não conseguindo espaço no clube naquele ano. No ano seguinte foi negociado com o Fluminense para reforçar as categorias de base em Xerém, obteve destaque na categoria e passou a treinar entre os profissionais no mesmo ano.

### Fluminense
No dia 18 de outubro de 2015, diante do Cruzeiro, no Mineirão, realizou sua estreia como profissional com camisa 36, porém acabou não sendo uma das melhores, o Fluminense saiu derrotado por 2 a 0 em partida válida pelo Campeonato Brasileiro.

### Madureira
Fora dos planos do treinador Eduardo Baptista, Ayrton foi emprestado ao Madureira no dia 23 de fevereiro de 2016, chegando para a disputa do Campeonato Carioca. Porém, seu empréstimo acabou causando uma dúvida a torcida; no Boletim Informativo Diário, o BID, após mostrar seu vínculo fixo com até 2019 com o Madureira, quando foi comprado junto ao ABC pelo seu empresário Carlos Leite, Ayrton foi registrado no Tricolor Suburbano e repassado por empréstimo ao Fluminense, seu contrato nas Laranjeiras inicialmente iria até 31 de outubro de 2016. Segundo o Tricolor das Laranjeiras o lateral havia sido emprestado ao Suburbano, mas na verdade ele estava emprestado ao Fluminense e retornou ao seu clube de origem. Mas o acordo é simples: o vínculo do jogador só passaria em definitivo para o Flu após o pagamento do valor fixado no acordo entre a diretoria do clube e o agente — valor esse que foi quitado em parcelas.

### Londrina
Em 4 de janeiro de 2017 foi emprestado pelo Fluminense ao Londrina até o fim da temporada. Realizou sua estreia pelo Tubarão diante do Prudentópolis pelo Campeonato Paranaense em um empate por 1 a 1. Diante do Rio Branco-PR marcou seu primeiro gol pelo Londrina e como jogador profissional em uma vitória por 3 a 0 novamente pelo Campeonato Paranaense.
Foi herói pelo Tubarão diante do Boa Esporte pela Série B marcando um belo gol em um chute de fora da área, empatando o jogo aos 46 minutos do segundo tempo, e assim, garantindo o empate por 2 a 2 no Estádio do Café. Diante do CRB pela Série B, marcou novamente outro belo gol, após passar por dois marcadores e tocar na saída do goleiro, gol esse que contribuiu para a vitória por 4 a 1 diante do time alagoano.
Diante do Atlético Mineiro conquistou seu segundo título como profissional, o da Primeira Liga, o seu segundo, sendo campeão na edição anterior com o Fluminense. Após empatar no tempo regulamentar por 0 a 0, o jogo foi decidido nos pênaltis, Ayrton foi um dos batedores e converteu seu pênalti, e o Londrina se consagrou campeão vencendo por 4 a 2.

### Retorno ao Fluminense
Após seu empréstimo ao Londrina, onde obteve destaque na temporada de 2017, foi reintegrado ao elenco do Fluminense. O jogador foi relacionado para a disputa da Florida Cup nos Estados Unidos, vestindo a camisa 16. No dia 19 de janeiro de 2018, foi anunciado que Ayrton vestiria a camisa 6 do Tricolor das Laranjeiras, e por conta da chegada de Airton, passou a ser chamado por Ayrton Lucas. Nesse ano ele foi eleito para a Seleção do Campeonato Carioca e para a Seleção da Copa Sul-Americana.

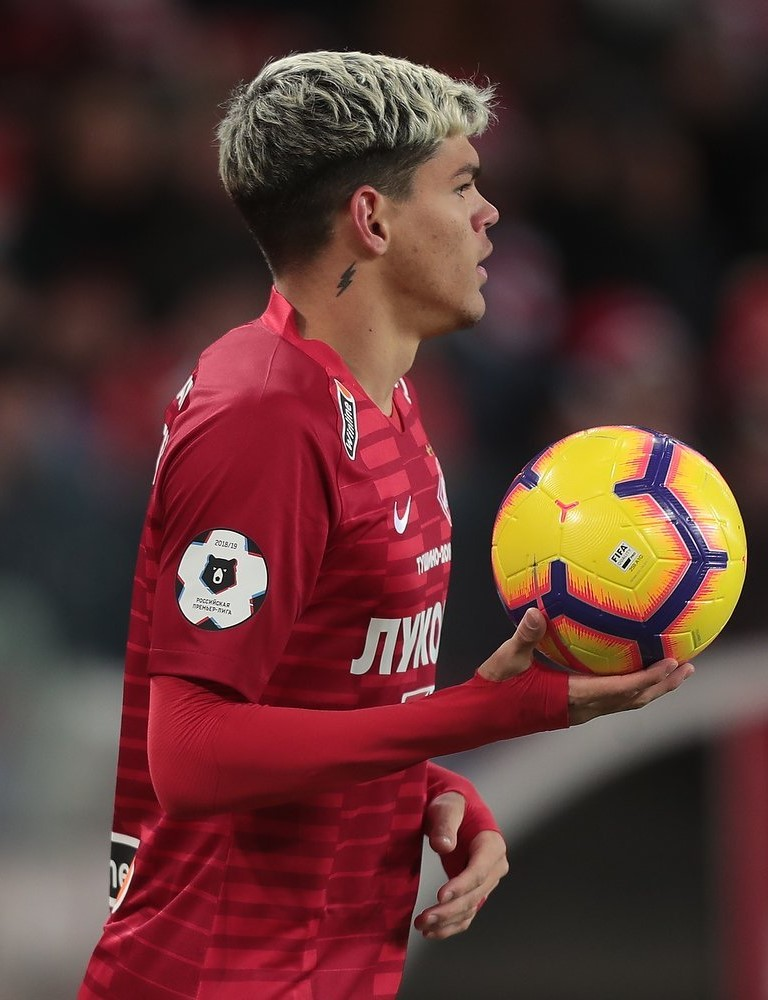
Ayrton Lucas pelo Spartak Moscou em março de 2019

### Spartak Moscou
Sendo um dos destaques do Fluminense na temporada de 2018, Ayrton foi negociado pelo Tricolor das Laranjeiras com o Spartak Moscou da Rússia, o negócio gira na casa dos 7 milhões de euros (cerca de R$ 30,5 milhões), em que 50% será destinado ao Fluminense. Na Rússia, vestiu a camisa de número 6.

### Flamengo

#### 2022
Foi anunciado pelo Flamengo no dia 28 de março, chegando por empréstimo até o final da temporada. O jogador foi anunciado oficialmente em 31 de março, sendo o quarto reforço do clube para a temporada. Na cláusula de empréstimo, foi estabelecido que se Ayrton atuasse em 65% do clube até dezembro, o Flamengo teria a obrigação de comprá-lo pelo valor de R$ 46 milhões.
Estreou pela equipe no dia 1 de maio, numa vitória por 2 a 1 sobre o Altos, no jogo de ida da terceira fase da Copa do Brasil. O lateral, no entanto, acabou sentindo na parte física e precisou ser substituído.
Seu primeiro gol pelo Rubro-Negro da Gávea foi marcado no dia 15 de junho, em uma vitória por 2 a 0 contra o Cuiabá no Maracanã, em jogo válido pelo Campeonato Brasileiro. Ayrton voltou a deixar sua marca no dia 14 de agosto, na goleada por 5 a 0 sobre o Athletico Paranaense, marcando o terceiro gol do Flamengo.
Em 16 de dezembro, o Flamengo anunciou um acordo com o Spartak Moscou para a compra dos direitos de Ayrton Lucas, que assinou um novo contrato válido até o fim de 2027. O pagamento dos 7 milhões de euros (R$ 39,6 milhões) será em parcelas, com finalização em 2025.
Ayrton Lucas teve a melhor temporada da sua carreira nesse ano, com dois títulos (Copa do Brasil e Copa Libertadores da América), 41 jogos (31 como titular), seis assistências e dois gols marcados. O lateral atuou em 2 972 minutos pelo Flamengo. Com as seis assistências que distribuiu, Ayrton foi o lateral que mais realizou assistências no Brasileirão 2022.

#### 2023
No dia 19 de março, Ayrton fez o gol que sacramentou a vitória por 3 a 1 contra o rival Vasco da Gama, em jogo valido pela semifinal do Campeonato Carioca.
Em 1 de abril, O Flamengo venceu o Fluminense por 2 a 0, no Maracanã, no primeiro jogo da final do Campeonato Carioca. O primeiro gol foi marcado por Ayrton. No segundo jogo da final, realizado no dia 9 de abril, o Fluminense conseguiu se recuperar e goleou o Flamengo por 4 a 1. Ayrton marcou um bonito gol de honra para o rubro-negro, mas não foi o suficiente para evitar a derrota. Com esse resultado, o Flamengo ficou com o vice-campeonato do Campeonato Carioca de 2023. Já no dia 16 de abril, o Flamengo fez sua estreia no Brasileirão, goleando o Cortiba por 3 a 0. Na vitória, Ayrton acertou um chute de rara felicidade, fazendo um golaço para abrir o placar na vitória flamenguista.
Em 5 de junho, O Flamengo fez um belo gol no Vasco, ganhando na velocidade de Matías Galarza, driblando o goleiro e batendo pro gol vazio. O jogo foi uma goleada de 4 a 1 para o Flamengo contra o Gigante da Colina.
No dia 8 de novembro, Ayrton Lucas atingiu a marca de 100 jogos com a camisa do Flamengo, o jogo foi válido pela 33° rodada do campeonato brasileiro, partida na qual o Flamengo venceu o Palmeiras por 3x0.
Ayrton Lucas terminou a temporada como titular absoluto e um dos jogadores mais regulares do time no ano, ele fez 64 jogos, sendo 54 como titular e ainda fez 7 gols e seis assistências.

## Seleção Nacional

### Sub-20
Em abril de 2016, foi convocado pelo técnico Rogério Micale para a disputa do Torneio de Suwon, na Coreia do Sul, entre os dias 18 e 22 de maio. Junto de outros quatro jogadores, em outubro do mesmo ano, Ayrton participou dos treinos da seleção principal comandada por Tite sendo sparring (jogadores jovens que complementam os treinos) na Arena das Dunas em Natal, capital do estado em que nasceu, treinos que visavam os jogos contra a Bolívia e Venezuela pelas Eliminatórias para a Copa do Mundo FIFA.
Segundo a própria CBF, o jogador estava no raio de observação de Rogério Micale para o Sul-Americano do Equador e, caso obtenha vaga, Mundial da Coreia do Sul, ambos em 2017.

### Sub-23
Foi convocado por André Jardine no dia 25 de outubro de 2019, sendo chamado para a Seleção Olímpica.

### Principal
No dia 28 de maio de 2023, foi convocado para a Seleção Brasileira por Ramon Menezes, treinador interino, para a disputa dos amistosos contra Guiné e Senegal.

## Estatísticas

### Clubes
Abaixo estão listados todos os jogos, gols e assistências do futebolista por clubes.
| Clube             | Temporada         | Campeonato nacional | Campeonato nacional | Campeonato nacional | Copa nacional[a] | Copa nacional[a] | Copa nacional[a] | Competições continentais[b] | Competições continentais[b] | Competições continentais[b] | Outros torneios[c] | Outros torneios[c] | Outros torneios[c] | Total | Total | Total   |
| Clube             | Temporada         | Jogos               | Gols                | Assist.             | Jogos            | Gols             | Assist.          | Jogos                       | Gols                        | Assist.                     | Jogos              | Gols               | Assist.            | Jogos | Gols  | Assist. |
| ----------------- | ----------------- | ------------------- | ------------------- | ------------------- | ---------------- | ---------------- | ---------------- | --------------------------- | --------------------------- | --------------------------- | ------------------ | ------------------ | ------------------ | ----- | ----- | ------- |
| Fluminense        | 2015              | 4                   | 0                   | 0                   | —                | —                | —                | —                           | —                           | —                           | —                  | —                  | —                  | 4     | 0     | 0       |
| Fluminense        | 2016              | 2                   | 0                   | 0                   | —                | —                | —                | —                           | —                           | —                           | 1                  | 0                  | 0                  | 3     | 0     | 0       |
| Fluminense        | 2018              | 28                  | 0                   | 0                   | 2                | 0                | 0                | 10                          | 0                           | 1                           | 11                 | 0                  | 1                  | 51    | 0     | 2       |
| Fluminense        | Total             | 34                  | 0                   | 0                   | 2                | 0                | 0                | 10                          | 0                           | 1                           | 12                 | 0                  | 1                  | 58    | 0     | 2       |
| Madureira         | 2016              | —                   | —                   | —                   | —                | —                | —                | —                           | —                           | —                           | 9                  | 0                  | 0                  | 9     | 0     | 0       |
| Madureira         | Total             | —                   | —                   | —                   | —                | —                | —                | —                           | —                           | —                           | 9                  | 0                  | 0                  | 9     | 0     | 0       |
| Londrina          | 2017              | 33                  | 2                   | 1                   | —                | —                | —                | —                           | —                           | —                           | 19                 | 1                  | 0                  | 52    | 3     | 1       |
| Londrina          | Total             | 33                  | 2                   | 1                   | —                | —                | —                | —                           | —                           | —                           | 19                 | 1                  | 0                  | 52    | 3     | 1       |
| Spartak Moscou    | 2018–19           | 13                  | 0                   | 3                   | 1                | 0                | 0                | —                           | —                           | —                           | —                  | —                  | —                  | 14    | 0     | 3       |
| Spartak Moscou    | 2019–20           | 27                  | 0                   | 2                   | 4                | 0                | 0                | 4                           | 0                           | 0                           | —                  | —                  | —                  | 35    | 0     | 2       |
| Spartak Moscou    | 2020–21           | 27                  | 2                   | 1                   | 2                | 1                | 0                | —                           | —                           | —                           | —                  | —                  | —                  | 29    | 3     | 2       |
| Spartak Moscou    | 2021–22           | 21                  | 1                   | 0                   | 1                | 0                | 0                | 8                           | 0                           | 1                           | —                  | —                  | —                  | 30    | 1     | 1       |
| Spartak Moscou    | Total             | 88                  | 3                   | 6                   | 8                | 1                | 0                | 12                          | 0                           | 1                           | —                  | —                  | —                  | 108   | 4     | 8       |
| Flamengo          | 2022              | 31                  | 2                   | 5                   | 4                | 0                | 0                | 6                           | 0                           | 0                           | —                  | —                  | —                  | 41    | 2     | 5       |
| Flamengo          | Total             | 31                  | 2                   | 5                   | 4                | 0                | 0                | 6                           | 0                           | 0                           | —                  | —                  | —                  | 41    | 2     | 5       |
| Total na carreira | Total na carreira | 186                 | 7                   | 12                  | 14               | 1                | 0                | 28                          | 0                           | 2                           | 40                 | 1                  | 1                  | 268   | 9     | 16      |

- a. ^ Jogos da Copa do Brasil e Copa da Rússia
- b. ^ Jogos da Copa Sul-Americana, Liga Europa, Liga dos Campeões e Copa Libertadores
- c. ^ Jogos da Primeira Liga, Campeonato Carioca e Campeonato Paranaense

### Seleção Brasileira
Abaixo estão listados todos jogos, gols e assistências do futebolista pela Seleção Brasileira, desde as categorias de base.
Seleção principal
| Ano               | Amistosos | Amistosos | Amistosos |
| Ano               | Jogos     | Gols      | Assist.   |
| ----------------- | --------- | --------- | --------- |
| 2023              | 2         | 0         | 0         |
| Total na carreira | 2         | 0         | 0         |

Seleção Sub–23
| Ano               | Amistosos | Amistosos | Amistosos |
| Ano               | Jogos     | Gols      | Assist.   |
| ----------------- | --------- | --------- | --------- |
| 2019              | 1         | 0         | 0         |
| Total na carreira | 1         | 0         | 0         |

Seleção Sub–20
| Ano               | Amistosos | Amistosos | Amistosos |
| Ano               | Jogos     | Gols      | Assist.   |
| ----------------- | --------- | --------- | --------- |
| 2016              | 3         | 0         | 0         |
| Total na carreira | 3         | 0         | 0         |

## Títulos
Fluminense
- Primeira Liga: 2016

Londrina
- Primeira Liga: 2017

Flamengo
- Copa do Brasil: 2022, 2024
- Copa Libertadores da América: 2022
- Campeonato Carioca: 2024 e 2025
- Supercopa Rei: 2025

### Prêmios individuais
- Seleção do Campeonato Carioca: 2018[15] e 2023[42]
- Seleção da Copa Sul-Americana: 2018[16]